# Пол Пилгрим
Пол Хенри Пилгрим (енгл. Paul Henry Pilgrim; Њујорк, 26. октобар 1883 — Њујорк, 7. јануар 1958) бивши је амерички атлетичар, олимпијац, специјалиста за трчање на средње стазе, који се такмичио почетком двадесетог века. Био је члан Њујоршког атлетског клуба („NYAC”).
На Летњим олимпијским играма 1904 у Сент Луису, Пилгрим се надметао у тркама на 400 м и 800 м, али без успеха. У екипној трци на 4 миље завршио је као шести и помогао свом клубу да освоји златну медаљу. Екипа је трчала у саставу 1.Артур Њутон, 5. Џорџ Андервуд, 6. Пол Пилгрима, 7. Хауард Валентајн, 8. Дејвид Мансон који су према постигнутом пласману освојили 27 бодобва (1+5+6+7+8=27 и за 1 бод победили мешовити тим.
Две године касније, Пилгрим је учествовао на Олимпијским међуиграма у Атини поводом обележавања десетгодишњице првих Летњих олимпијских игра 1896. одржаних на истом месту. Освојио је златне медаље на 400 и 800 м, али ове медаље нису признате од стране Међународног олимпијског комитета, јер су игре одржане без њихове дозволе.
Пилгрим се такмичио и на Олимпијским играма у Лондону 1908., али се његова једина трка на 400 метара, завршила у четвртфиналу.